# تورستن كاي
تورستن كاي (بالألمانية: Thorsten Kaye)‏ هو شاعر وممثل ألماني وبريطاني، ولد في 22 فبراير 1966 في فرانكفورت في ألمانيا.

## وصلات خارجية
- تورستن كاي على موقع IMDb (الإنجليزية)
- تورستن كاي على موقع ألو سيني (الفرنسية)
- تورستن كاي على موقع أول موفي (الإنجليزية)
- تورستن كاي على موقع إن إن دي بي (الإنجليزية)
- تورستن كاي على موقع قاعدة بيانات الفيلم (الإنجليزية)
- تورستن كاي على موقع كينوبويسك (الروسية)